# Jasieniec Iłżecki Górny
Jasieniec Iłżecki Górny is een plaats in het Poolse district  Radomski, woiwodschap Mazovië. De plaats maakt deel uit van de gemeente Iłża en telt 870 inwoners.